# Ryan Lizza
Ryan Christopher Lizza (Dix Hills, 12 de julio de 1974) es un periodista estadounidense. Su entrevista de 2017 con el director de comunicaciones de la Casa Blanca, Anthony Scaramucci, supuestamente resultó en el despido de Scaramucci.
Más tarde ese año, fue acusado de conducta sexual inapropiada en el contexto del movimiento Me Too. Después de trabajar durante una década como corresponsal de The New Yorker en Washington D. C., la revisión interna de la revista sobre la acusación contra Lizza condujo a su despido.
Varias otras organizaciones de medios se negaron a despedir o excluir a Lizza del empleo a la luz de sus propias investigaciones. Fue analista político sénior de CNN, y actualmente es el corresponsal jefe en Washington D. C. de Politico.

## Educación
Asistió a la Berkshire School, un internado privado mixto en la ciudad de Sheffield (Massachusetts), y recibió su licenciatura en la Universidad de California en Berkeley.

## Carrera en periodismo
Comenzó su carrera en el Centro de Periodismo de Investigación de San Francisco, donde trabajó en el documental de Frontline ganador del premios Emmy Hot Guns. En 1998, se unió a The New Republic, donde se convirtió en editor sénior. Entre 1998 a 2007, Lizza cubrió el proceso de destitución de Bill Clinton, el recuento de votos en Florida, la administración de George W. Bush y las elecciones presidenciales de 2004 . En 2004, también escribió sobre política para The Atlantic, incluido uno de los primeros perfiles de revistas nacionales de Barack Obama. De 2004 a 2006, fue editor colaborador de la revista New York, donde escribió sobre política nacional. En 2006 y 2007, también fue corresponsal de GQ. De 2002 a 2007, colaboró regularmente con The New York Times.
En 2004, The Washington Post lo describió como parte de la última «cosecha de periodistas jóvenes que captan la atención del establishment mediático a través de reportajes tenaces, escritos brillantes o análisis provocativos».
En 2007, se convirtió en corresponsal en Washington de la revista The New Yorker, donde cubrió la Casa Blanca, tres elecciones presidenciales (2008, 2012 y 2016), las administraciones de George W. Bush, Barack Obama y Donald Trump, y escribió la columna  Letter From Washington («Carta desde Washington») de la revista. Cubrió las elecciones presidenciales de Estados Unidos de 2008 para The New Yorker y escribió un perfil extenso de la carrera de Barack Obama en la política de Illinois. Durante la campaña, una caricatura en el New Yorker supuestamente provocó que la campaña de Obama excluyera a Lizza del avión de campaña de Obama, con el motivo citado siendo la falta de espacio. En 2017, fue despedido de The New Yorker en relación con una acusación de acoso sexual.
El 17 de diciembre de 2018, Publishers Marketplace informó que Lizza y Olivia Nuzzi, corresponsal en Washington de la revista New York, estaban escribiendo un «relato en coautoría de la campaña presidencial de 2020» para Avid Reader Press, un sello de Simon & Schuster.
El 30 de agosto de 2019, en una nota al personal, Carrie Budoff Brown, editora de Politico, y Matthew Kaminski, editor en jefe de Politico, anunciaron que se uniría a Politico como corresponsal jefe en Washington.

## Acusación de conducta sexual inapropiada

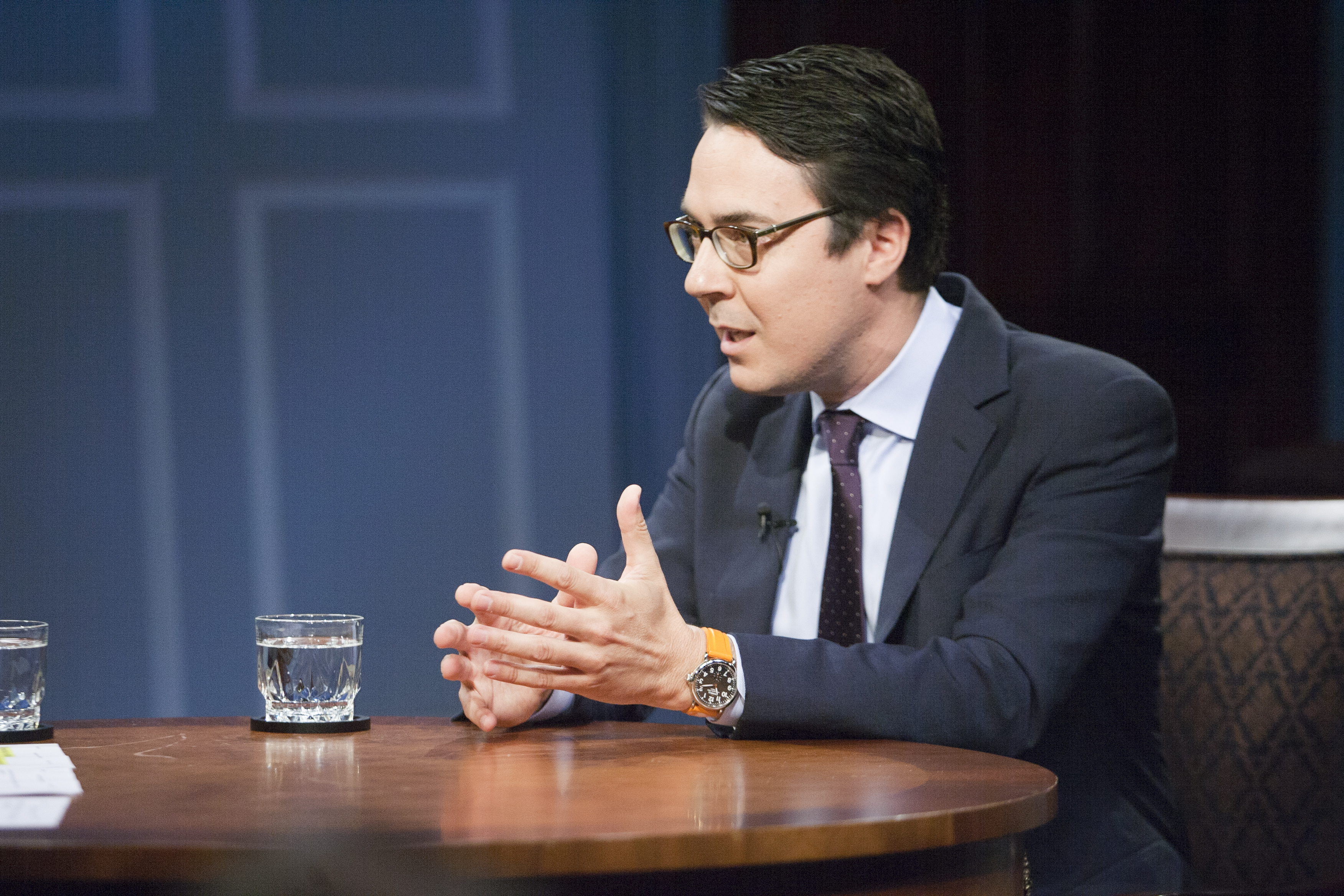
Lizza en el Centro Miller de Asuntos Públicos en 2015.

El 11 de diciembre de 2017, The New Yorker lo despidió, diciendo que había tenido una «conducta sexual inapropiada». Calificó la caracterización de The New Yorker como un «error terrible» que se había «cometido apresuradamente y sin una investigación completa de los hechos relevantes». Su presunta víctima apoyó la versión de los hechos de la revista; en una declaración, su abogado, Douglas Wigdor, dijo: «[D]e ninguna manera la mala conducta del Sr. Lizza constituyó una 'relación respetuosa' como él ahora ha tratado de caracterizarla».
Fue suspendido temporalmente por CNN a la espera de una investigación; seis semanas después, la cadena anunció que su «exhaustiva investigación" no había arrojado «ninguna razón para seguir manteniendo al Sr. Lizza fuera del aire». Se dijo más tarde que Politico, Rolling Stone y otras organizaciones de medios habían llegado a conclusiones similares al determinar si prohibirle  trabajar.

## Premios
En 2008, fue finalista del Premio Nacional de Revistas de Periodismo, que «honra el espíritu emprendedor, el periodismo exclusivo y el análisis inteligente que una revista exhibe al cubrir un evento, una situación o un problema de interés y significado contemporáneo».
En junio de 2009, la revista Washingtonian lo incluyó en su lista de los «50 mejores periodistas» de Washington y lo describió como un escritor que «cambia la forma en que los lectores ven el mundo». Ese mismo año, su perfil del presidente Barack Obama fue nominado para un Premio Nacional de Revistas.
En 2011, recibió una mención honorífica del premio Everett McKinley Dirksen por sus destacados informes sobre el Congreso y una mención honorífica del premio Toner por la excelencia en informes políticos por sus informes sobre el intento fallido del Congreso de aprobar una legislación climática.
En 2012, ganó el Premio Edwin M. Hood de Correspondencia Diplomática «por su cobertura de las batallas de política exterior de Estados Unidos durante la 'Primavera Árabe'».
El 27 de abril de 2013, la Asociación de corresponsales de la Casa Blanca le entregó a Lizza el Premio Aldo Beckman a la Excelencia Periodística «por sus notables esfuerzos para ofrecer una perspectiva independiente sobre la presidencia y reelección del presidente Barack Obama».
En 2015, fue finalista del concurso Newhouse School Mirror Award, que premia la excelencia en los informes sobre la industria de los medios (Mejor artículo individual, medios digitales).
Sus escritos fueron incluidos en las ediciones de 2003, 2004, 2006, 2007, 2008 y 2009 de The Best American Political Writing. 

## Vida personal
Es residente de Washington D. C.. Tiene dos hijos y anteriormente estuvo casado con Christina Gillespie, una médica.
En septiembre de 2022, se comprometió con la corresponsal de la revista New York, Olivia Nuzzi. El 20 de septiembre de 2024, confirmó que ya no estaban comprometidos. Debido a la relación personal de su exprometida con el excandidato presidencial Robert F. Kennedy Jr., se retiró de toda cobertura futura de Kennedy.